# 前翼

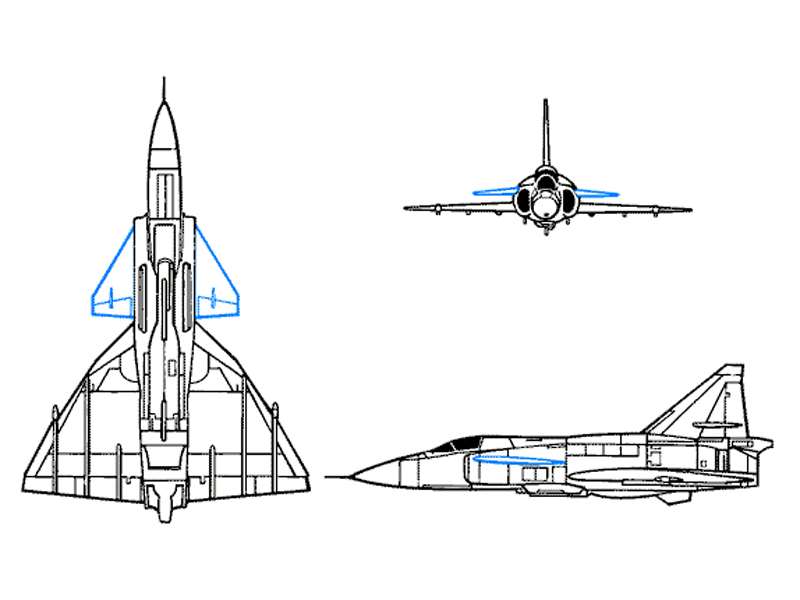
圖為Saab 37 Viggen，其中藍色部分為前翼

前翼（canard，又稱前置翼，鴨翼），是一種飛行器配置的稱呼。這種配置的特點是將水平穩定面放在主翼前面，而一般是將水平穩定面裝在後面，稱為尾翼。:85
使用這種配置方式的優點是可使主翼上方產生渦流，可提高失速攻角。而缺點為較容易造成不穩定、也會增加雷達散射截面。

## 概要

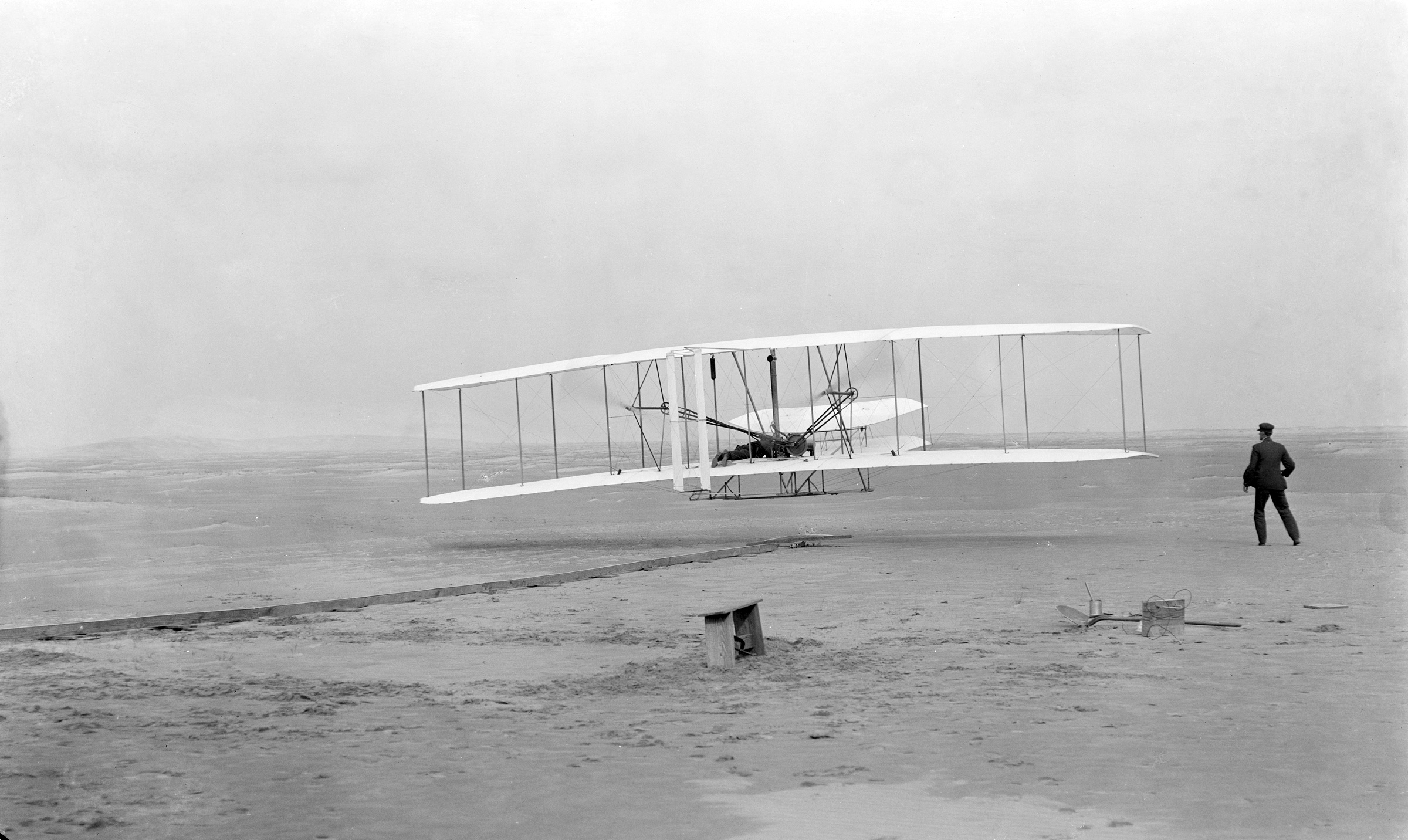
萊特飛行器

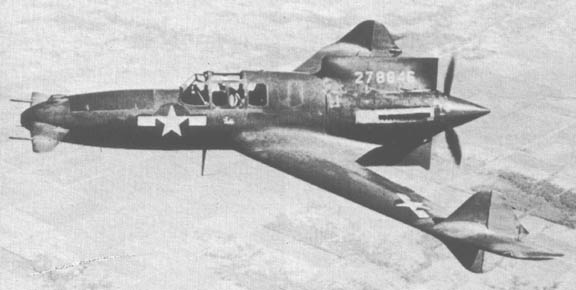
XP-55

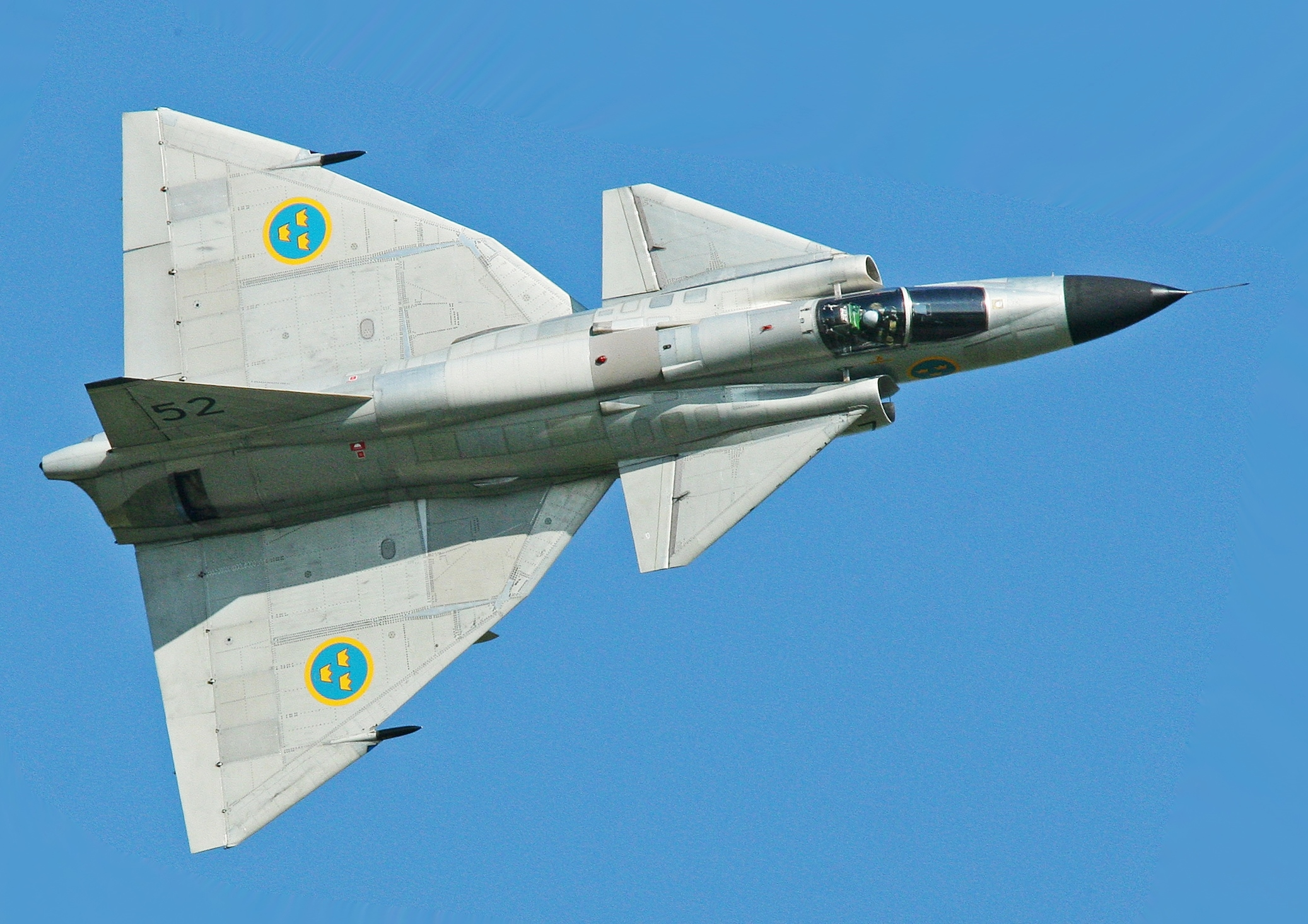
SAAB 37

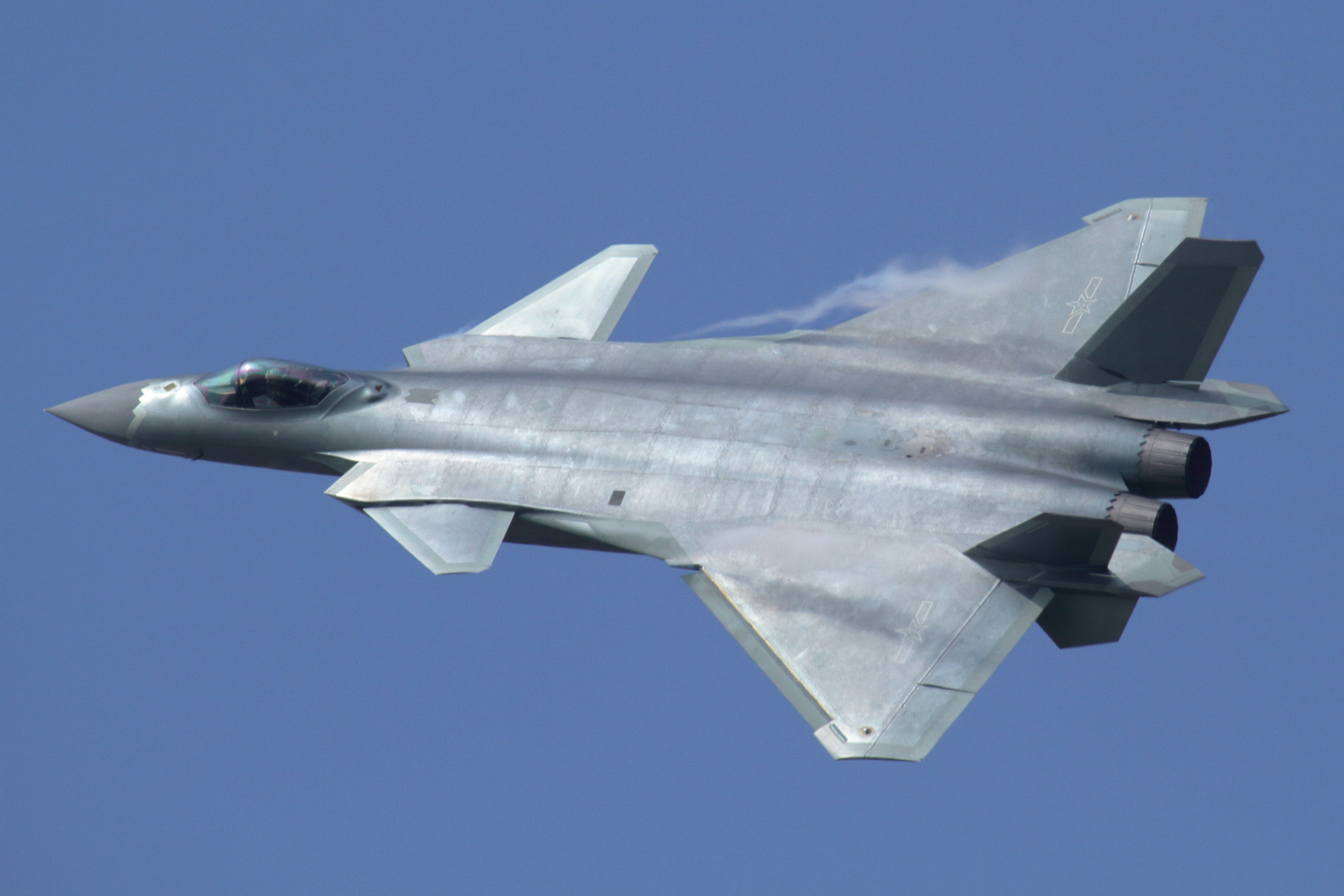
殲-20

前翼（英文）之所以得名是來自於法語的鴨子，因其配置在前方，像是鴨子飞行时的翅膀一樣。
早在1903年，萊特兄弟的萊特飛行器就使用前翼配置，但是在萊特兄弟以後，大部分的飛行器改採用尾翼配置。一個可能的原因是要避免使用萊特兄弟的專利，另一個主要原因是使用前翼配置較不容易穩定，早期的技術較不發達，使用前翼很難設計，尤其民航機對穩定性的要求非常高，所以也不可能採用前翼配置。
因為線傳飛控的進步，終於在1960年代，XB-70超音速實驗機採用前翼配置證明前翼配置可行。加上前翼的操控性比較好，所以近幾年來，許多先進戰機常常採用前翼設計:85, 531，如飆風、颱風、JAS 39、殲-10、殲-20、蘇-30、蘇-34等。當然也是有客機使用前翼的例子，如Tu-144。

## 特色
為維持穩定的前翼配置，飛行器有幾個特色如下：
- 前翼永遠贡献静不穩定的效果，会造成飞机静稳定性下降（与去掉前翼时相比）。
- 一個穩定的前翼配置，飛行器的重心必須在前翼與主翼的空氣動力中心之間。
- 配平過後的前翼配置下，前翼與主翼都會提供飛行器升力。
- 前翼的升力係數必須要比主翼還大。

## 較小表面積

上：傳統的二機翼設計
下：三機翼設計

由於飛機在飛行過程中的重心不斷改變，主翼的升力與飛行器的重量並非成一直線，不能互相抵消，因此需要尾翼提供配平力（trim force）來維持平衡。這樣主翼必須增大面積，提供額外的升力，平衡尾翼產生的向下力，去維持飛行器的俯仰。
在三機翼設計中，配平力由前翼及尾翼共同承擔，前翼提供升力，尾翼提供向下力。主翼只需要提供較小的額外升力去維持俯仰，使得機翼的總表面積可以減少。